# Partia Reform (Stany Zjednoczone)
Partia Reform (ang. Reform Party) – amerykańska partia polityczna o charakterze centrowym. Założona w 1995 roku przez Rossa Perota po jego sukcesie w wyborach prezydenckich w 1992. 

## Program
Partia, według Perota, ma stanowić realną alternatywę dla demokratów i republikanów. Partia postuluje:
- reformę finansowania kampanii
- utrzymywanie zrównoważonego budżetu państwa
- sprzeciw wobec NAFTA i CAFTA i wycofanie się USA z WTO
- utrzymanie obowiązującego prawa imigranckiego, sprzeciw wobec nielegalnej imigracji.

Partia nie zajmuje oficjalnego stanowiska w sprawach społecznych, takich jak aborcja czy związki małżeńskie osób tej samej płci.